# Giacomo Mari
Giacomo Mari   (Vescovato, 17 d'octubre de 1924 - Cremona, 16 d'octubre de 1991) fou un futbolista italià de la dècada de 1950.
Fou 8 cops internacional amb la selecció de futbol d'Itàlia amb la qual participa als Mundials de 1950 i 1954. Pel que fa a clubs, destacà a Juventus FC i Calcio Padova.